# 361˚
361 Degrees International Limited (361°) là nhà cung cấp giày và hàng thể thao lớn của Trung Quốc, chủ yếu tại Cộng hòa Nhân dân Trung Hoa. 361 Degrees coi Li Ning Company, China Dongxiang, Xtep và Anta là những đối thủ cạnh tranh chính.
Tính đến tháng 3 năm 2009, thương hiệu đã có 5.543 cửa hàng bán lẻ được ủy quyền tại Trung Quốc. Công ty không sở hữu bất kỳ cửa hàng nào trong số này. Chúng được sở hữu và quản lý bởi 3.031 đại lý ủy quyền.

## Lịch sử

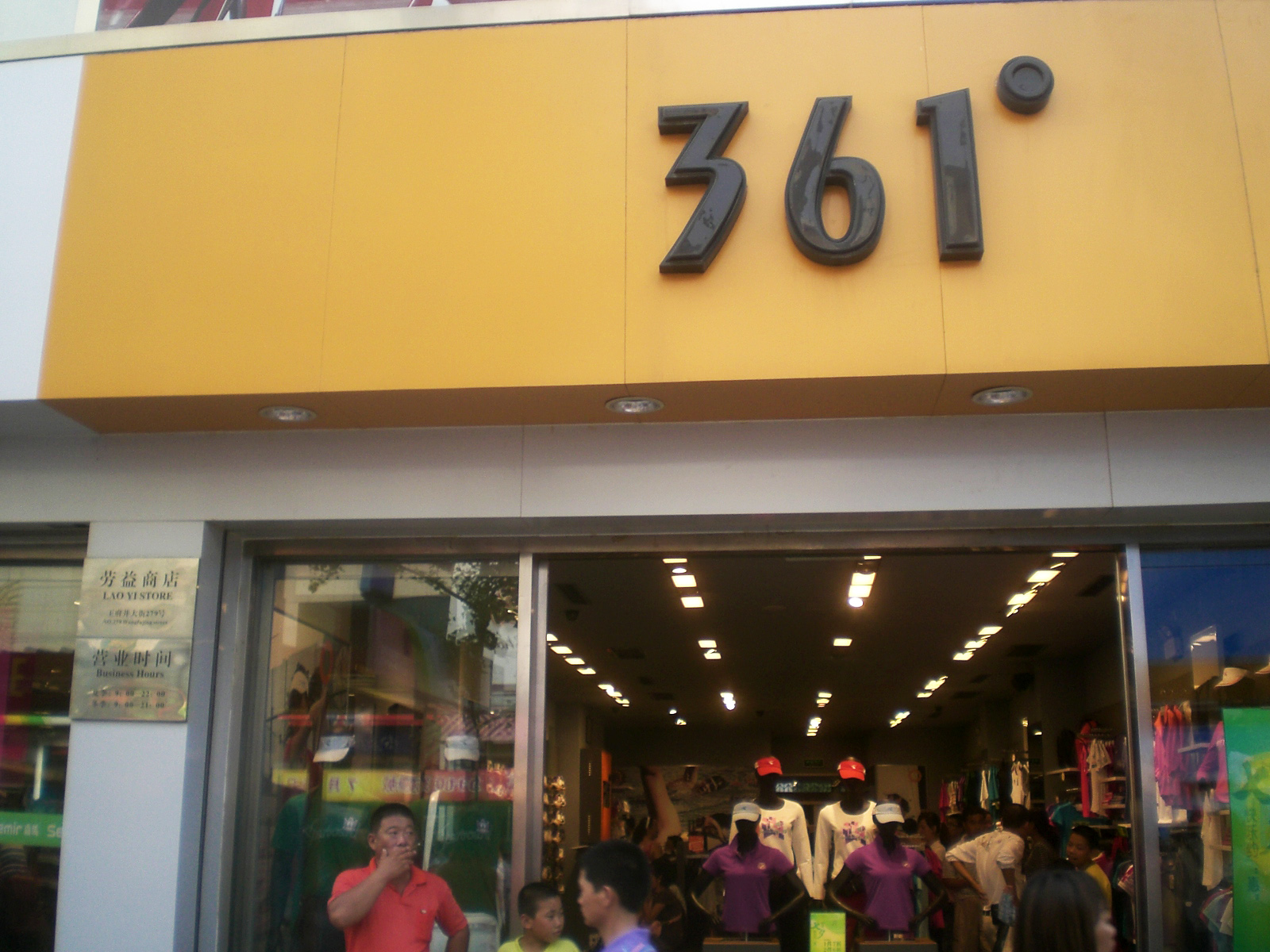
Một cửa hàng của 361˚ ở Bắc Kinh

Công ty được thành lập vào năm 2003. Tên thương hiệu "361°" được ra mắt vào tháng 1 năm 2004. Nó biểu thị 360 độ trong một vòng tròn cộng với một độ phụ, đại diện cho chức năng chuyên nghiệp cộng với một mức độ đổi mới và sáng tạo. Kể từ năm 2009, khẩu hiệu của thương hiệu là "One Love".
361° là trang phục thể thao chính thức của vận động viên Trung Quốc tại Olympic Vancouver 2010.
Vào ngày 22 tháng 10 năm 2014, 361° trở thành nhà cung cấp đồng phục chính thức cho nhân viên và tình nguyện viên tại Thế vận hội Mùa hè 2016 ở Rio de Janeiro.